# Умбертиде
Умбѐртиде (на италиански: Umbertide, до 1863 г. Fratta, Фрата) е град и община в Централна Италия, провинция Перуджа, регион Умбрия. Разположен е на 247 m надморска височина. Населението на общината е 16 890 души (към 2010 г.).